# 日本ろう者劇団
日本ろう者劇団（にほんろうしゃげきだん）は、日本のろう者による劇団。1980年に黒柳徹子や米内山明宏らによって結成された。『社会福祉法人トット基金日本ろう者劇団』という名称も、使われている。

## 概要
1980年（昭和55年）4月に、『東京ろう演劇サークル』として、設立される。1981年（昭和56年）に、『日本ろう者劇団』と改称されることとなる。1982年（昭和57年）に、社会福祉法人トット基金の付帯劇団となる。
ジャンルは、手話劇であるが、手話狂言が注目を集めるほか、オリジナル創作劇も上演される。
手話狂言は、社会福祉法人トット基金理事長の黒柳徹子の発案で、狂言師の三宅右近の指導を受け、日本ろう者劇団が始めたジャンルである。1987年（昭和62年）、昭和62年度文化庁芸術祭演劇部門で、手話狂言が、芸術祭賞を受賞する。なお、手話狂言は、イギリスやフランスなど海外公演がなされている。

## メンバー
日本ろう者劇団公式ページの劇団員紹介より、2012年12月現在。
代表
- 江副悟史

女優
- 小泉文子
- 五十嵐由美子

俳優
- 廣川麻子
- 鈴まみ
- 數見陽子

男優
- 米内山明宏
- 井崎哲也
- 砂田アトム
- 江副悟史
- 中江央
- 今井彰人

## 演目の一部
手話狂言
- 泣尼
- 鬼瓦
- 髭櫓
- 附子
- 佐渡狐
- 墨塗

視覚演劇
- お初　曽根崎心中の真実
- 小次郎 対 武蔵
- 観客席
- 清姫道成寺

## 所在地
- 東京都品川区西品川2丁目2番16号 トット文化館
トット文化館では、手話教室が開催されている[7]。